# Hotel Cecil
L'Hotel Cecil era un albergo di lusso costruito tra il 1890 e il 1896 tra il Victoria Embankment e lo Strand a Londra. Prese il nome da Cecil House (nota anche come Salisbury House), un palazzo appartenente alla famiglia Cecil, che occupò il sito nel XVII secolo. L'hotel è stato in gran parte demolito nel 1930 e al suo posto venne costruita la Shell Mex House nel 1932.

## Storia

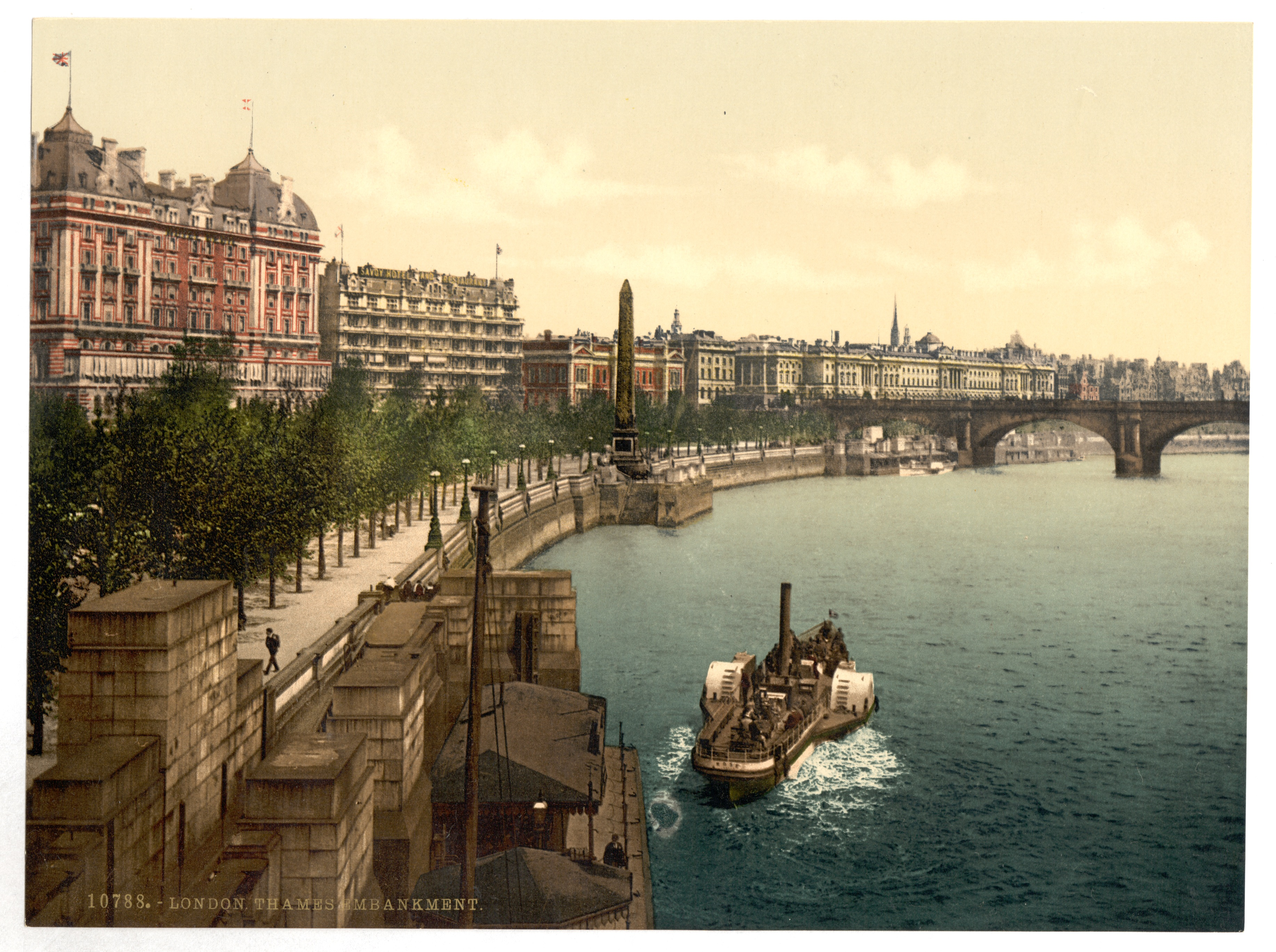
L'ex facciata sul Tamigi (estrema sinistra).

Progettato dagli architetti Perry & Reed in stile "Wrenaissance", l'hotel era il più grande d'Europa, quando venne aperto, con più di 800 camere. Il proprietario, Jabez Balfour, in seguito fallì e fu condannato a 14 anni di carcere.
L'hotel fu requisito per lo sforzo bellico, nel 1917, e fu la prima sede della neonata RAF dal 1918 al 1919. Una targa verde è stata apposta proprio all'interno dell'ingresso esterno sullo Strand nel marzo 2008, proclamando: La Royal Air Force è stata costituita e ha avuto la sua prima sede qui nell'ex Hotel Cecil il 1º aprile 1918.
Sotto c'è una targa d'ottone che dice: Questa targa è stata svelata dal Capo dello Stato Maggiore dell'Aeronautica Maresciallo Capo dell'Aeronautica Sir Glenn Torpy per celebrare il 90º anniversario della formazione della Royal Air Force.
L'hotel fu la base di una delegazione araba palestinese che arrivò a Londra nell'agosto 1921 e vi trascorse quasi un anno, protestando invano contro i termini proposti dal mandato britannico per la Palestina. Il presidente della delegazione era Musa Kazim al-Husseini, il suo segretario Shibli al-Jamal e gli altri delegati Tawfiq Hammad, Amin al-Tamimi, Ibrahim Shammas e Mu'in al-Madi. L'assistente segretario era il dottor Fu'ad Samad.
Il Cecil fu in gran parte demolito nell'autunno del 1930 e sulla sua area fu costruita la Shell Mex House. Dell'hotel rimane la facciata sullo Strand (ora occupata da negozi e uffici, compresi quelli di Interbrand), con al centro un grandioso arco che conduce all'ingresso della Shell Mex House vera e propria. Dopo che Shell Mex si trasferì, l'edificio divenne noto come 80 Strand ed è occupato da un certo numero di società, tra cui Aimia e le controllate appartenti al gruppo Pearson PLC, tra cui Financial Times, Penguin Books, Dorling Kindersley e Rough Guides.